# Notburga Ebenská
Notburga Ebenská (též Notburga z Rattenbergu, asi 1265 – 13. září 1313) byla služka v Rattenbergu v Tyrolsku. Římskokatolickou církví je uctívána jako světice.

## Život
Narodila se v prosté, ale velmi zbožné rodině. Její otec byl kloboučníkem. V osmnácti letech vstoupila do služby u pánů z Rattenbergu, kde se osvědčila jako velmi spolehlivá a pečlivá. Pracovala v kuchyni.  Známá a příkladná byla však také její zbožnost. Žila velmi skromně a z toho, co jí tímto hospodařením zbylo, rozdávala chudým. Sama si odtrhovala od úst, aby měla pro jiné. Hrabě Jindřich byl však vůči chudým velmi přísný a Notburgu podezíravě sledoval, načež ji přistihl, jak jim dává jídlo určené do koryta k výkrmu prasete. 
Za to ji ze služby ihned propustil. 
Poté nastoupila do služby k sedlákovi v Ebenu, a i tady v dobročinnosti pokračovala, 
(odtud její přízvisko Ebenská). Tento statkář jí umožňoval věnovat se od prvních nedělních nešpor (tedy od sobotního podvečera) až do konce nedělí jen a pouze modlitbám a skutkům zbožnosti. Po čase si rattenbergský hrabě vyžádal její návrat na zámek. Notburga s jeho druhou manželkou velmi dobře vycházela a pomáhala jí s výchovou dětí.
Po čase jí bylo svěřeno vedení zámeckého hospodaření. Po smrti hraběte Jindřicha a jeho manželky však tyto pokojné časy skončily. Manželka Jindřichova syna Otýlie Notburgu nesnášela a v další dobročinnosti jí zabraňovala a ukládala jí mnoho zbytečné práce navíc. Postupem času Notburga dokázala svou paní přivést ke změně smýšlení a mravů. Pečovala o ní v době její nemoci.  Na zámku Notburga už zůstala a pracovala do konce svého života.
Její životopis byl sepsán v roce 1646.  V řadě legendárních prvků je i pověst o srpu, který zůstal viset ve vzduchu, když ho odhodila, odmítajíc žít obilí v neděli. Je uctívána především v Tyrolsku a Bavorsku. 
Notburga zemřela 13. září roku 1313. V roce 1862 došlo ke schválení jejího kultu papežem bl. Piem IX. Je patronkou služek a jejím atributem je srp.